# متیل هیپوکلرید
متیل هیپوکلرید (به انگلیسی: Methyl hypochlorite) یک ترکیب شیمیایی با شناسه پاب‌کم ۷۹۰۵۶ است. شکل ظاهری این ترکیب، گاز است.